# Talisay (Batangas)
Talisay é um município de  terceira classe de renda municipal (d) na província Batangas, nas Filipinas. De acordo com o censo de 1 de maio  de  2020 possui uma população de 46 238 pessoas e 10 785 domicílios.